# Корсари

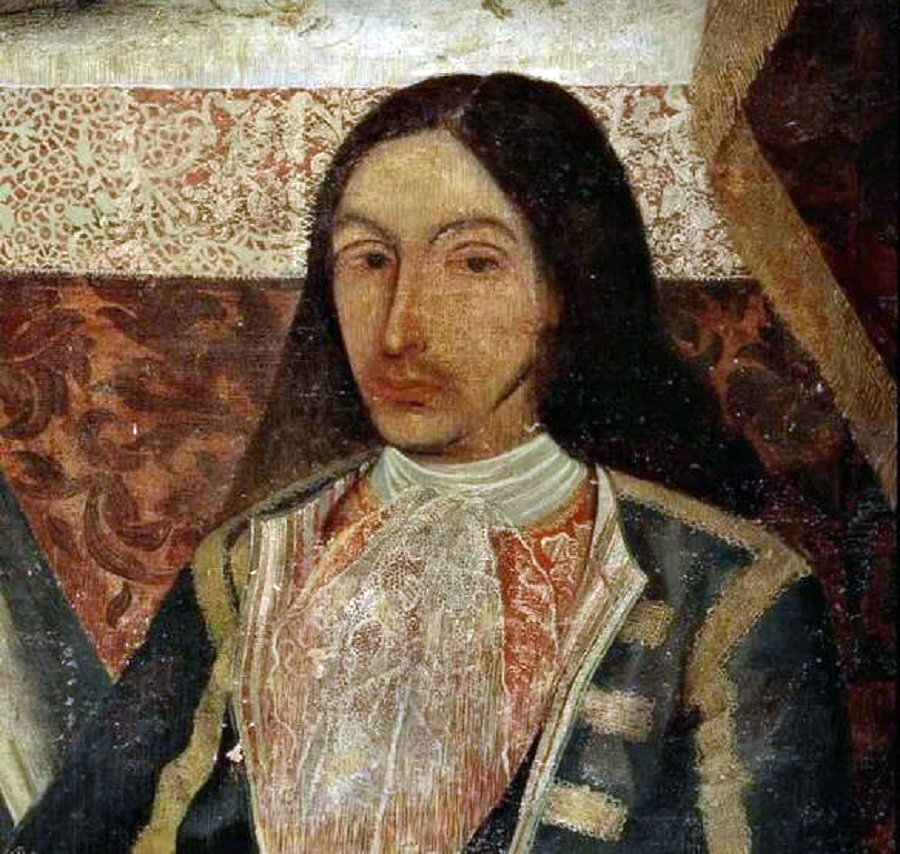
Амаро Парго, іспанський капер і торговець.

Корса́ри (ка́пери, привати́ри) (фр. corsaire, нім. Kaper, англ. privateer) — приватні особи, які з дозволу верховної влади держави, що воює, використовували озброєне судно (яке також називалось капером, приватиром чи корсаром) з метою захоплення купецьких кораблів супротивника, а у певних випадках — і нейтральних держав. Та ж назва застосовується до членів їх команд.
Їхньою головною відмінністю від простих піратів є особливе каперське свідоцтво, отримане від державної влади (фр. lettre de course, англ. letter of marque), яке, з одного боку, дозволяло воювати приватному (звідси приватир) судну, а з іншого — обмежувало коло його цілей тільки ворожими прапорами.
Поняття «корсар» у вузькому сенсі вживають для характеристики саме французьких капітанів і суден.

## Історія

### Франція
Корсари були каперами на службі французького короля й могли атакувати ворожі судна, не остерігаючись переслідування з боку французької влади (за піратство у Франції передбачалась смертна кара через повішання, але королівський документ (фр. Lettre de Marque або фр. Lettre de Course) оголошував їх дії законними. У разі, якщо вони потрапляли у полон, вони отримували статус військовополонених.
Теоретично корсари мали право атакувати тільки кораблі ворожих держав, не завдаючи шкоди французьким чи військовим кораблям. Якщо вони порушували це правило, їх могли судити як піратів та повісити. Відповідно до ліцензії, частина здобичі корсарів спрямовувалась до державної скарбниці. У той же час іноземні держави розглядали корсарів як піратів і могли їх стратити.
Діяльність корсарів почалась у Середньовіччі. Це було вигідно королю, який отримував компенсацію за економічні втрати під час воєн. 1144 року єпископ Жан де Шатійон надав місту Сен-Мало статус притулку. Це привабило до міста численних злочинців. 1308 року місто стало вільним і могло займатись, зокрема, торгівлею. 1395 року місто стало вільним портом і залишалось таким до 1688 року.
У XVI столітті діяльність корсарів набула широкого розмаху. Вони діяли не тільки у Середземному морі та північно-східній Атлантиці, але й по всьому Атлантичному океані та в Карибському морі. Франція була першою країною, яка відрядила каперів до Америки для нападів на іспанські кораблі, які перевозили золото з колоній. Вже 1522 року французькі корсари на чолі з Жаном Флері атакували конвой з золотом, споряджений Кортесом. Для захисту від корсарів Іспанія 1560 року запровадила порядок, за якого торгові кораблі з Америки ходили виключно у супроводі військових суден у складі так званих Срібних флотів.
Діяльність корсарів приносила такий прибуток, що міністр фінансів обліковував його під час планування бюджету. Король отримував чверть, а у деяких випадках третину здобичі. Діяльність корсарів також послаблювала противників Франції. Так, з 1688 до 1717 року Британія зазнавала важких фінансових втрат, пов'язаних зі збитками від корсарів.
До кінця XVIII століття держава посилилась настільки, що діяльність корсарів втратила сенс. Практика видачі ліцензій була формально скасована 1856 року, хоча припинила своє існування ще раніше, 1815 року.